# Alexandr Podaševský
Alexandr (Nikolajevič) Podaševský (rusky Александр Николаевич Подашевский; 11. března 1884 Moskva – 28. června 1955 Praha) byl český dirigent a skladatel ruského původu.

## Život
Byl původně námořním důstojníkem a profesorem strategie na námořní akademii. Vedle toho studoval soukromě skladbu a hru na klavír. Již v té době komponoval drobnější skladby, komorní hudbu a scénickou hudbu pro divadlo. Po bolševické revoluci byl klavíristou a koncertním doprovazečem. Ze Sovětského svazu unikl nejprve do Istanbulu a do Sofie. V Sofii zkomponoval scénickou hudbu pro tamní Národní divadlo.
V roce 1921 přišel do Prahy. Nejprve působil jako klavírní doprovazeč ruského baletu a souběžně studoval dirigování na Německé hudební akademii u Alexandra Zemlinského. Komponoval scénickou hudbu pro Divadlo na Vinohradech. Příležitostně komponoval i pro Národní divadlo a v roce 1928 byl přijat do trvalého angažmá jako dirigent a skladatel scénické hudby. Příležitostně hrál i menší činoherní role. Spolupracoval s předními režiséry divadla. Celkem vytvořil na 70 inscenací, z toho pro Národní divadlo 39. V Národním divadle působil až do odchodu do důchodu v roce 1946.

## Dílo

### Balety
- Pohádka o Pierotovi
- Diana

### Scénická hudba v ND
- Juliusz Słowacki: Balladyna (1922/1923)
- Nikolaj Vasiljevič Gogol: Ženitba (Členové Moskevského uměleckého divadla, 1924/1925)
- Jacinto Grau: Pan Pygmalion (1925/1926)
- Euripides: Bakchantky (1926/1927)
- Johann Wolfgang Goethe: Faust (1927/1928)
- William Shakespeare: Zkrocení zlé ženy (1927/1928)
- George Bernard Shaw: Androkles a lev (1928/1929)
- Robert Emmet Sherwood: Hannibal ante portas (1928/1929)
- William Shakespeare: Král Lear (1928/1929)
- William Shakespeare: Král Jindřich IV. (1929/1930)
- Stanislav Lom: Svatý Václav (1929/1930)
- William Shakespeare: Cokoli chcete čili Večer tříkrálový (1933/1934)
- Jean Giraudoux: Isabella na rozcestí (1933/1934)
- Miguel de Cervantes y Saavedra: Rytíř smutné postavy (1933/1934)
- Valentin Petrovič Katajev: Cesta květů (1934/1935)
- Stanislav Lom: Námořník Sindibád (1934/1935)
- Stanislav Lom: Svatý Václav (1934/1935)
- Alois Jirásek: Gero (1935/1936)
- Alexandr Sergejevič Gribojedov: Hoře z rozumu (1935/1936)
- William Shakespeare: Julius Caesar (1935/1936)
- Gertrude Jenningsová: Trampoty s rodinou (1935/1936)
- Lope de Vega: Vzbouření na vsi (Fuente Ovejuna) (1935/1936)
- Alexandr Sergejevič Puškin: Boris Godunov (1936/1937)
- René Aubert: Hubená léta (1936/1937)
- František Adolf Šubert: Jan Výrava (1936/1937)
- František Zavřel: Kristus (1936/1937)
- George Bernard Shaw: Svatá Jana (1936/1937)
- Ervín Neumann: Tančící safír (Isadora Duncanová) (1936/1937)
- Rino Alessi: Hrabě Orel (1937/1938)
- Gaston Baty, Gustave Flaubert: Paní Bovaryová (1937/1938)
- William Shakespeare: Romeo a Julie (1937/1938)
- František Xaver Svoboda: Čekanky (1938/1939)
- Paul R. Vandenberghe: Hoši, dívky a psi (1939/1940)
- Matěj Anastazia Šimáček: Jiný vzduch (1939/1940)
- Alois Jirásek: Kolébka (1939/1940)
- Josef Kajetán Tyl: Paličova dcera (1939/1940)
- Björnstjerne Björnson: Bankrot (1940/1941)
- William Shakespeare: Caesar (1942/1943)
- Josef Kajetán Tyl: Paličova dcera (1943/1944)